# François Petit (arrampicatore)
François Petit (Albertville, 27 marzo 1975) è un arrampicatore francese.
Ha praticato le competizioni di difficoltà e boulder, l'arrampicata in falesia, il bouldering e le vie lunghe.

## Biografia
Nato ad Albertville, nel cuore del Parco nazionale della Vanoise, ha cominciato ad arrampicare fin da piccolo grazie alla passione trasmessagli dai genitori. Ha condiviso la passione col fratello maggiore Arnaud Petit. Entrambi hanno vinto delle Coppe del mondo: due per François e una per Arnaud.
Ha salito fino all'8c+ lavorato, anche se col tempo ha prediletto l'arrampicata indoor. Ha lasciato le competizioni nel 2004 e dal 2010 è l'allenatore della nazionale francese di boulder. È direttore del Le Mur de Lyon, la palestra per arrampicata indoor più grande di Francia, sita a Lione.

## Palmarès

### Coppa del mondo lead
|         | 1991 | 1992 | 1993 | 1994 | 1995 | 1996 | 1997 | 1998 | 1999 | 2000 | 2001 | 2002 | 2003 | 2004 |
| ------- | ---- | ---- | ---- | ---- | ---- | ---- | ---- | ---- | ---- | ---- | ---- | ---- | ---- | ---- |
| Lead    | 25   | 7    | 2    | 5    | 1    | 2    | 3    | 6    | 1    | -    | 13   | 5    | 33   | 39   |
| Boulder |      |      |      |      |      |      |      |      | 5    | 23   |      |      |      |      |

### Campionato del mondo
|      | 1993 | 1995 | 1997 | 1999 | 2001 | 2003 |
| ---- | ---- | ---- | ---- | ---- | ---- | ---- |
| Lead | 4    | 10   | 1    | 14   | 3    | 14   |

## Statistiche

### Podi in Coppa del mondo lead
| Stagione | 1º | 2º | 3º | Podi totali |
| -------- | -- | -- | -- | ----------- |
| 1992     |    | 1  |    | 1           |
| 1993     | 1  | 1  | 2  | 4           |
| 1994     |    |    | 1  | 1           |
| 1995     | 2  |    | 1  | 3           |
| 1996     | 1  | 1  | 1  | 3           |
| 1997     |    |    | 2  | 2           |
| 1999     |    | 1  |    | 1           |
| 2002     |    | 1  |    | 1           |
| Totale   | 4  | 5  | 7  | 16          |

## Falesia
Ha scalato fino all'8c+ lavorato.
- 8c+/5.14c:
  - Superplafond - Volx (FRA) - 1995 - Via di Jean-Baptiste Tribout del 1994
  - Le Bronx - Orgon (FRA) - 1994 - Prima salita[2]

## Vie lunghe
- Via Bonington - Torres del Paine (Patagonia) - gennaio 2007[3]
- Eternal Flame - Torri di Trango/Nameless Tower (PAK) - 20-22 luglio 2005[4]